# Publicidade nativa
A publicidade nativa é um método de publicidade na web em que o anunciante tenta ganhar a atenção dos consumidores, fornecendo um conteúdo valioso no contexto da experiência do usuário. Este é um conceito similar ao de uma "publirreportagem", que é uma unidade de conteúdo publicitário patrocinado tentando parecer um artigo.
Um anúncio nativo tende a ser mais, obviamente, um anúncio parecido com a maioria dos 'publieditoriais', fornecendo informações que possam interessantes ou úteis para os consumidores. A intenção do anunciante é fazer com que a publicidade paga seja menos intrusiva e, assim, aumentar a probabilidade que os usuários irão clicar nela.
Dentre os formatos de publicidade nativa estão os vídeos patrocinados, imagens patrocinadas, artigos patrocinados, músicas e outras mídias.
Exemplos da técnica incluem o search engine marketing (anúncios que aparecem ao lado dos resultados de busca são publicidade nativa na experiência de pesquisa) e a estratégia de publicidade do Twitter, que apresenta tweets, tendências e pessoas patrocinados/as. Outros exemplos incluem histórias patrocinadas do Facebook ou mensagens do Tumblr. O marketing de conteúdo é uma outra forma de publicidade nativa, mostrando “outro conteúdo que você talvez possa estar interessado”, que é patrocinado por um comerciante ao lado de recomendações editoriais.